# Ultra Street Fighter II: The Final Challengers
Ultra Street Fighter II: The Final Challengers es un videojuego de lucha desarrollado y publicado por Capcom para la consola de videojuegos Nintendo Switch, lanzado en todo el mundo el 26 de mayo de 2017 para celebrar el 30 aniversario de la serie Street Fighter. Es una versión actualizada del Super Street Fighter II Turbo de 1994. El juego presenta dos estilos gráficos: pixel art clásico y arte actualizado en alta definición. También se introdujeron nuevas mecánicas y modos de juego, con cambios menores en el equilibrio del juego. El juego obtuvo críticas mixtas a positivas de los críticos, que elogiaron sus imágenes actualizadas, pero criticaron el precio de 40 dólares, el modo Way of the Hado y los problemas de control.

## Jugabilidad
El juego se basa en la iteración Super Street Fighter II Turbo de Street Fighter II, sin embargo, Ultra Street Fighter II introduce nuevas mecánicas como frenos de agarre y reajusta algunos aspectos del equilibrio del juego. Los combos también se ha ajustado con respecto a los juegos originales.
El juego se puede jugar en dos estilos, tanto en configuración gráfica como de sonido: el modo gráfico "Clásico" que presenta gráficos pixel art del juego original que se juega en una relación de aspecto de 4:3, con el modo gráfico "Nueva Generación" que presenta la alta calidad actualizada introducida en Super Street Fighter II Turbo HD Remix de 2008 y se reproduce en pantalla panorámica 16:9. En el estilo de sonido clásico, el juego utiliza la banda sonora arcade original y la actuación de voz, mientras que en el estilo de sonido actualizado de nueva generación se incluye música recién remezclada y las voces japonesas de los personajes de la serie Street Fighter IV. El juego admite todas las opciones de control de la consola Nintendo Switch, incluido el juego con un solo controlador Joy-Con.
El juego cuenta con modo multijugador local y en línea. El modo multijugador en línea incluye un sistema de clasificación basado en puntos según las victorias y derrotas de un jugador. Se ha agregado una función de "espera" al modo arcade del juego, que permite a otros jugadores en línea desafiar y tomar el lugar del oponente de la CPU con el que el jugador normalmente lucha en el arcade. Se agregó un modo de juego cooperativo local, conocido en los juegos Alpha como "Dramatic Battle", en Ultra Street Fighter II, ahora conocido como "Buddy Battle". Permite a los jugadores formar equipos en una pelea de dos contra uno contra un jugador de la CPU. Además, el juego incluye un modo de eliminación de un solo golpe simplificado.
Además del juego estándar en 2D, también hay un nuevo y exclusivo modo de batalla en primera persona al estilo Street Fighter V / Street Fighter IV conocido como "Way Of the Hado". En este modo, el jugador controla a Ryu en una perspectiva en primera persona para derrotar a tantos soldados Shadaloo como sea posible (a veces, M. Bison también aparece como jefe). Para este modo, el jugador debe sostener el controlador Joy-Con con ambas manos para realizar ataques como Hadouken, Shoryuken y Tatsumaki Senpukyaku para derrotar a los enemigos. A medida que el jugador avanza a lo largo del juego, puede ganar puntos de crecimiento para potenciar a Ryu. El modo tiene tres dificultades: Principiante, Estándar y Extra. También hay un modo de práctica para practicar ataques, así como un modo sin fin que permite al jugador luchar hasta que la barra de salud de Ryu esté vacía.
El juego incluye un modo de galería que contiene más de 1400 ilustraciones del libro de arte SF20: The Art of Street Fighter. El jugador también puede escuchar la música escénica de estilo moderno o clásico de cada luchador mientras está en el modo galería.
En el modo Edición de color, el jugador puede crear sus propias paletas alternativas para cada uno de los 19 luchadores, luego usarlas en el Modo Arcade, Modo VS y Batallas en línea, lo que permite almacenar hasta 10 paletas personalizadas para cada personaje.

### Personajes
| - Akuma (Japón) - Balrog (Estados Unidos) - Blanka (Brasil) - Cammy (Inglaterra) - Chun Li (China) - Dee Jay (Jamaica) - Dhalsim (India) - E. Honda (Japón) - Evil Ryu (Japón) - Fei Long (Hong Kong) | - Guile (Estados Unidos) - Ken (Estados Unidos) - M. Bison (Tailandia) - Ryu (Japón) - Sagat (Tailandia) - T. Hawk (México) - Vega (España) - Violent Ken (Estados Unidos) - Zangief (Unión Soviética) |

Ultra Street Fighter II tiene una lista estándar de diecinueve personajes, más un personaje oculto. Además de los diecisiete luchadores de Super Turbo, se han agregado dos personajes, Evil Ryu y Violent Ken, a la lista del juego. Evil Ryu apareció por primera vez en la serie en Street Fighter Alpha 2 de 1996. Es una versión del protagonista de Street Fighter, Ryu, que ha sucumbido al poder maligno Satsui no Hado. Violent Ken hace su debut oficial en un juego de Street Fighter, habiendo aparecido anteriormente solo en el juego de lucha cruzado SVC Chaos: SNK vs. Capcom. Es una versión de Ken Masters a la que M. Bison le ha lavado el cerebro y hace uso de los Psycho Powers de Bison. A medida que Akuma se convierte en un luchador seleccionable normal, su forma Shin Akuma, un jefe secreto de Street Fighter Alpha 2, también aparece como un personaje secreto que solo se puede seleccionar en el juego local mediante la introducción de un código en la pantalla de selección de personaje.

## Desarrollo y lanzamiento
Ultra Street Fighter II: The Final Challengers fue desarrollado por la compañía japonesa de videojuegos Capcom.El equipo de desarrollo estaba compuesto por una mezcla de empleados jóvenes y viejos, algunos de los cuales trabajaron en juegos de lucha recientes de Capcom como Street Fighter V y Marvel vs. Capcom: Infinite. El 14 de febrero de 2017, el desarrollo del juego estaba completo en un 50%.
El juego se anunció para la consola Nintendo Switch en enero de 2017. El anuncio marcó el comienzo de la celebración del 30 aniversario de Street Fighter. Dado que el último título de Street Fighter lanzado en una consola Nintendo fue Super Street Fighter IV: 3D Edition para Nintendo 3DS de 2011, Capcom vio el lanzamiento de Nintendo Switch como una oportunidad para traer una nueva versión remezclada de un Street Fighter clásico. Actualmente no hay planes de lanzar el juego en otras consolas.
Sobre la decisión de volver a visitar Street Fighter II, el productor de la serie Yoshinori Ono señaló que querían volver a sus raíces. Capcom optó por incluir dos estilos gráficos para que el juego diera a los jugadores antiguos una sensación de nostalgia pero aun así atrajera a un público más joven con el arte actualizado. Los gráficos de alta definición del juego fueron creados por Udon Entertainment. El equipo de desarrollo no quería revisar el equilibrio del juego ya que quieren que se sienta como un juego de lucha de la década de 1990. Sin embargo, sintieron que algunos aspectos cuestionables del equilibrio del juego deberían reajustarse.
Ultra Street Fighter II: The Final Challengers se lanzó el 26 de mayo de 2017.

## Recepción
Ultra Street Fighter II: The Final Challengers recibió una recepción mixta, según el agregador de reseñas Metacritic. Aunque los gráficos actualizados fueron elogiados, el juego fue criticado por cobrar un precio minorista de 40 dólares por lo que es esencialmente una versión actualizada del mucho más económico Super Street Fighter II Turbo HD Remix. El modo "Camino del Hado" también fue criticado por controles de movimiento mal implementados que son propensos a confundir las entradas de ataque con otros ataques, además de tener un contenido superficial. La funcionalidad del juego de los controladores Joy-Con también fue criticada y los críticos señalaron problemas con el D-Pad y los controles del joystick analógico del Joy-Con y sugirieron que los jugadores pagaran $70 adicionales para obtener un controlador Pro. IGN concluyó: "A pesar de ser la versión más completa de Street Fighter II hasta la fecha, las adiciones específicas para la ocasión simplemente no nos entusiasman".
El juego alcanzó el número 8 en la lista de ventas del Reino Unido, el número 3 en Japón, 2 en Australia y 3 en Nueva Zelanda y el número 3 en Suiza. En la eShop de EE. UU., el juego ocupó el segundo lugar detrás de Minecraft. En agosto de 2017, Takashi Mochizuki de The Wall Street Journal informó que el juego vendió más de 450.000 copias, vendiendo más de lo que esperaba Capcom. Debido a esto, Capcom ha mostrado más interés en vender más juegos en Switch. A 2018, el juego ha superado las 500.000 ventas.